# مگومی یوکوتا
مگومی یوکوتا (انگلیسی: Megumi Yokota; ۵ اکتبر ۱۹۶۴ – ۱۳ مارس ۱۹۹۴) یک زن اهل ژاپن است. وی که از اهالی روستایی در استان نیگاتا است در سال ۱۹۷۷ میلادی زمانی که تنها ۱۳ سال سن داشت توسط جاسوس‌های کره شمالی هنگام بازگشت از مدرسه اش ربوده شد و به کره شمالی انتقال داده شد.